# Джермейн Франклін
Джермейн Франклін (англ. Jermaine Franklin; нар. 21 жовтня 1993) — американський боксер-професіонал, який виступає у важкій вазі, колишній член збірної США з боксу.

## Аматорська кар'єра
Джермейн Франклін народився 21 жовтня 1993 року в місті Сагіно (штат Мічиган, США). Почав займатися боксом у віці 14 років. Двічі ставав призером національного чемпіонату Америки серед юніорів.
У 2013 році вперше виступив у дорослих змаганнях і одразу ж посів друге місце у турнірі «Золоті рукавички», програвши лише у фіналі досвідченому Кему Осому.
У 2014 році Джермейн став переможцем турніру «Золоті рукавички» у важкій вазі (понад 91 кг), ставши першим боксером з міста Сагіно, якому підкорилося це досягнення.

## Професійна кар'єра
4 квітня 2015 року Джермейн Франклін розпочав професійну боксерську кар'єру, здолавши технічним нокаутом у першому раунді свого співвітчизника Дешона Дженкінса.
В жовтні 2018 року Франклін підписав контракт із промоутерською компанією «Salita Promotions», яку очолює колишній боксер Дмитро Саліта.
Франклін зазнав першої поразки у своїй професійній кар'єрі 26 листопада 2022 року, поступившись Ділліану Вайту. Проте рішення цього бою було суперечливим: багато хто[хто?] вважав, що бій повинен був закінчитися нічиєю або перемогою Джермейна.
1 квітня 2023 року на О2 Арені у Лондоні відбудеться бій між Ентоні Джошуа та Джермейном Франкліном.

## Статистика професійних поєдинків
| №  | Результат | Рекорд | Суперник               | Спосіб | Раунд, час   | Дата              | Місце проведення                                               | Примітки |
| 24 | Н/Д       | Н/Д    | Ісаак Муньос Гутьєррес | Н/Д    | Н/Д          | 15 липня 2023     | Масонський храм Детройта, Детройт, Мічиган                     |          |
| 23 | Поразка   | 21–2   | Ентоні Джошуа          | UD     | 12           | 1 квітня 2023     | О2 Арена, Лондон                                               |          |
| 22 | Поразка   | 21–1   | Ділліан Вайт           | MD     | 12           | 26 листопада 2022 | Вемблі Арена, Лондон                                           |          |
| 21 | Перемога  | 21–0   | Родні Мур              | TKO    | 5 (8), 0:34  | 7 травня 2022     | McBride Hall, Гері, Індіана                                    |          |
| 20 | Перемога  | 20–0   | Павел Савер            | UD     | 10           | 5 жовтня 2019     | Dort Federal Event Center, Флінт, Мічиган                      |          |
| 19 | Перемога  | 19–0   | Джері Форрест          | SD     | 10           | 12 липня 2019     | Emerald Queen Casino, Такома, Вашингтон                        |          |
| 18 | Перемога  | 18–0   | Райделл Букер          | UD     | 10           | 13 квітня 2019    | Boardwalk Hall, Атлантік-Сіті, Нью-Джерсі                      |          |
| 17 | Перемога  | 17–0   | Крейг Льюїс            | UD     | 10           | 13 липня 2018     | MotorCity Casino, Детройт, Мічиган                             |          |
| 16 | Перемога  | 16–0   | Ед Фаунтін             | TKO    | 8 (10), 1:32 | 3 березня 2018    | Hollywood Casino Columbus, Колумбус, Огайо                     |          |
| 15 | Перемога  | 15–0   | Корі Фелпс             | KO     | 1 (10), 1:07 | 15 грудня 2017    | Derby Park Expo, Луїсвілл, Кентуккі                            |          |
| 14 | Перемога  | 14–0   | Тайрел Райт            | UD     | 8            | 19 жовтня 2017    | Готель Мейфлауер, Вашингтон                                    |          |
| 13 | Перемога  | 13–0   | Даніель Пассьолла      | TKO    | 6 (8), 2:36  | 12 серпня 2017    | Казино Ріверс, Піттсбург, Пенсільванія                         |          |
| 12 | Перемога  | 12–0   | Ахрор Муралімов        | UD     | 8            | 29 квітня 2017    | Гантінгтон-Парк, Колумбус, Огайо                               |          |
| 11 | Перемога  | 11–0   | Денні Калхун           | KO     | 1 (6), 0:59  | 9 червня 2017     | St. Lucy's Palermo Hall, Янгстаун, Огайо                       |          |
| 10 | Перемога  | 10–0   | Даніель Адотей Аллотей | KO     | 1 (6), 2:47  | 8 серпня 2017     | McBride Hall, Гері, Індіана                                    |          |
| 9  | Перемога  | 9–0    | Адам Коллінз           | TKO    | 1 (6), 2:06  | 17 грудня 2016    | Mountaineer Casino Ballroom, Нью-Камберленд, Західна Вірджинія |          |
| 8  | Перемога  | 8–0    | Роббі Мендес           | TKO    | 1 (4), 1:37  | 7 жовтня 2016     | Radisson Hotel, Ковінгтон, Кентуккі                            |          |
| 7  | Перемога  | 7–0    | Віллі Джейк (мол.)     | TKO    | 5 (6), 1:15  | 27 травня 2016    | Old National Centre — Egyptian Room, Індіанаполіс, Індіана     |          |
| 6  | Перемога  | 6–0    | Веслі Тріплетт         | TKO    | 6 (6), ?     | 26 березня 2016   | Ukrainian Hall, Янгстаун, Огайо                                |          |
| 5  | Перемога  | 5–0    | Карім Бранн            | TKO    | 1 (4), 2:28  | 12 грудня 2015    | Ring of Dreams Boxing Gym, Вінстон-Сейлем, Північна Кароліна   |          |
| 4  | Перемога  | 4–0    | Ніколас Томпсон        | UD     | 4            | 17 жовтня 2015    | Civic Center, Гаммонд, Індіана                                 |          |
| 3  | Перемога  | 3–0    | Престон Кінг           | KO     | 1 (4), 0:27  | 22 серпня 2015    | DeSander Pavilion, Сент-Джонс, Мічиган                         |          |
| 2  | Перемога  | 2–0    | Вендал Слейд           | TKO    | 1 (4), 1:40  | 26 червня 2015    | Serbian American Cultural Center, Віртон, Західна Вірджинія    |          |
| 1  | Перемога  | 1–0    | Дешон Дженкінс         | TKO    | 1 (4), 2:07  | 4 квітня 2015     | Riverside Ballroom, Грин-Бей, Вісконсин                        |          |